# Gare de Bruxelles-Aéroport-Zaventem
À ne pas confondre avec la gare de Zaventem.
 (octobre 2019).
Si vous disposez d'ouvrages ou d'articles de référence ou si vous connaissez des sites web de qualité traitant du thème abordé ici, merci de compléter l'article en donnant les références utiles à sa vérifiabilité et en les liant à la section « Notes et références ».
La gare de Bruxelles-Aéroport-Zaventem (officiellement, en anglais : Brussels Airport-Zaventem ; appelée gare de Bruxelles-National-Aéroport jusqu'en avril 2016) est une gare ferroviaire belge de la ligne 36C (antenne de la ligne 36). Elle est située sous l'aéroport de Bruxelles-National, sur le territoire de la commune de Zaventem, en province du Brabant flamand.
C'est une gare de la Société nationale des chemins de fer belges (SNCB), desservie par des trains EuroCity (EC), InterCity (IC) et d'Heure de pointe (P).

## Situation ferroviaire

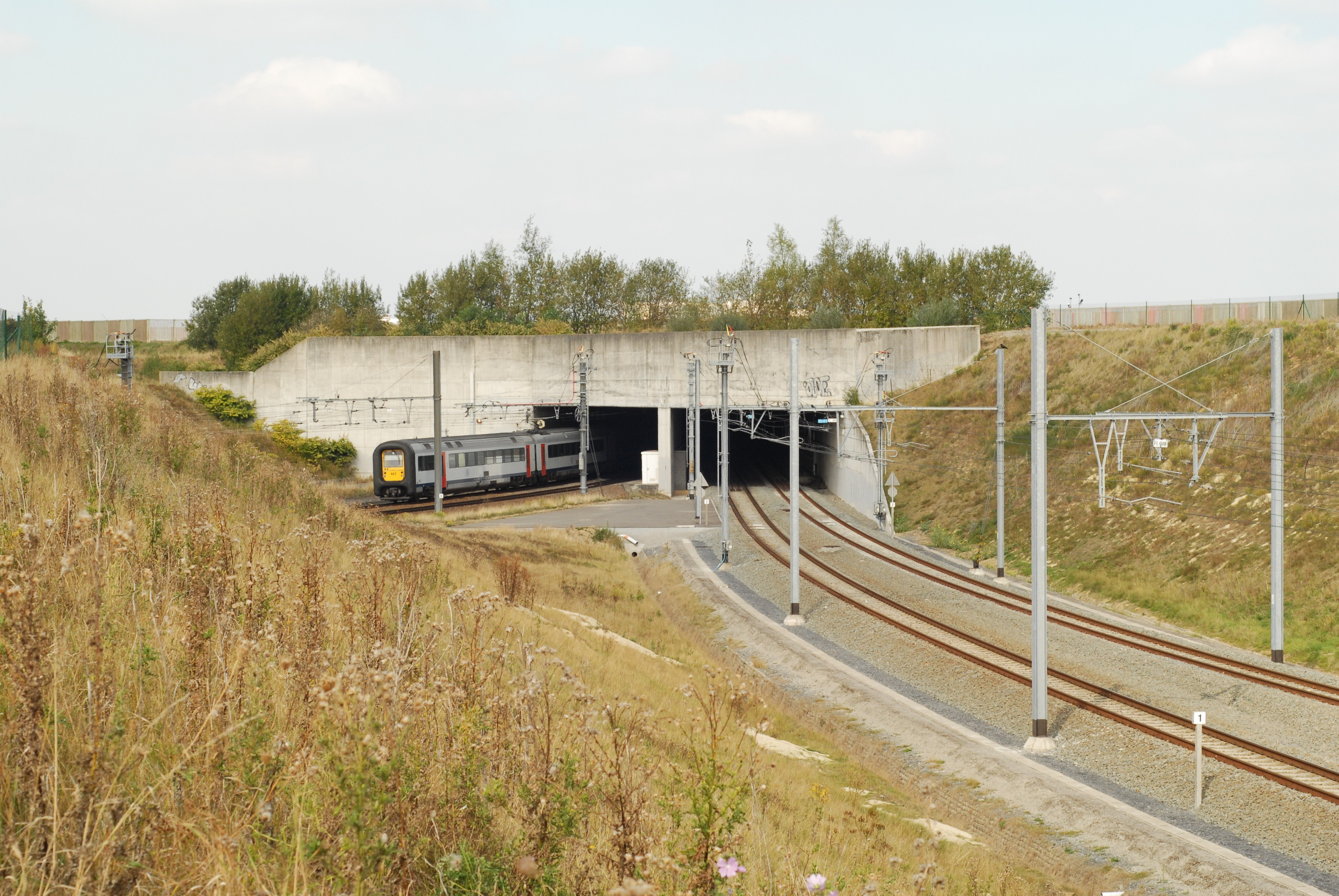
La sortie du tunnel de l'aéroport.

Elle est située sur la ligne 36C, antenne de la ligne 36 (Bruxelles – Liège). Depuis 2012, elle est également reliée à la ligne 25N via l'infrastructure du « Diabolo ».

## Histoire
Une première gare, à ciel ouvert, est mise en service en 1955. Sa desserte est assurée par des autorails puis des automotrices dédiées, jusqu'à un quai spécial de la gare de Bruxelles-Central. Il s'agit de la première desserte d'un aéroport par des trains de voyageurs réguliers.
Une seconde gare, souterraine, a été ouverte en 1958 dans le bâtiment de l'ancien aéroport (construit en 1958), pour améliorer la desserte de Bruxelles qui organise cette année-là l'exposition universelle.
Avec l'ouverture d'une nouvelle aérogare en 1994, la gare de l'aéroport a été déplacée en 1998 vers un nouvel emplacement à l'intérieur du nouveau bâtiment.
À la suite de la mise en service du « Diabolo » en juin 2012, la SNCB en a profité pour rénover et agrandir la gare existante afin de la rendre plus confortable et plus accueillante.
Grâce aux tunnels du projet « Diabolo », elle est désormais une gare de passage et un arrêt intermédiaire pour de nombreux trains qui ne sont plus obligés d'y faire demi-tour. La mise en service, en 2016, du tunnel Schuman-Josaphat a, à son tour, vu la création de nouvelles dessertes à destination de cette gare.

## Service des voyageurs

### Accueil
Les trains arrivent et partent du niveau -2, les guichets se trouvant au niveau -1. La gare est directement reliée au terminal principal de l'aéroport par un jeu d'ascenseurs et d'escalators situés dans le « Diamond », qui relient chaque étage entre eux.

### Desserte
La gare relie l'aéroport aux principales gares de Bruxelles (Bruxelles-Nord, Bruxelles-Central, Bruxelles-Midi) à partir desquelles on peut se rendre dans toutes les grandes villes belges. Il existe également des services directs vers Malines et Louvain.
Le tunnel Schuman-Josaphat, qui relie les lignes 26 et 161, permet un accès direct au quartier européen, en empruntant les trains à destination de Dinant, Charleroi-Central ou Nivelles.
En gare, on peut trouver les trains InterCity suivants, cadencés à l'heure :
- entre Bruxelles-Midi et Rotterdam-Central, via Anvers (EuroCity) ;
- entre Bruxelles-Aéroport-Zaventem et Tournai ;
- entre Bruxelles-Aéroport-Zaventem et Mons ;
- entre Bruxelles-Aéroport-Zaventem, Namur et Dinant (uniquement en semaine) ;
- entre Knokke et Liège-Guillemins via Bruxelles ;
- entre Hasselt et Anvers-Central ;
- semi-directs, entre Bruxelles-Aéroport-Zaventem et Ostende via Courtrai ;
- semi-directs, entre Bruxelles-Aéroport-Zaventem et Gand-Saint-Pierre via Alost ;
- semi-directs (S19), entre Bruxelles-Aéroport-Zaventem et Charleroi-Central (uniquement en semaine) ;
- semi-directs (S19), entre Louvain et Nivelles (uniquement les week-ends).

En semaine, un unique train P circule le matin entre Noorderkempen, Anvers et la gare de l'aéroport.

## Comptage des voyageurs
Ce graphique et tableau montre le nombre de voyageurs embarquant en moyenne durant la semaine, le samedi et le dimanche.
| Nombre de passagers qui embarquent à la gare de Bruxelles-Aéroport-Zaventem | Nombre de passagers qui embarquent à la gare de Bruxelles-Aéroport-Zaventem | Nombre de passagers qui embarquent à la gare de Bruxelles-Aéroport-Zaventem | Nombre de passagers qui embarquent à la gare de Bruxelles-Aéroport-Zaventem |
|                                                                             | Semaine                                                                     | Samedi                                                                      | Dimanche                                                                    |
| --------------------------------------------------------------------------- | --------------------------------------------------------------------------- | --------------------------------------------------------------------------- | --------------------------------------------------------------------------- |
| 1977                                                                        | 1 424                                                                       | 823                                                                         | 1 013                                                                       |
| 1978                                                                        | 1 400                                                                       | 779                                                                         | 707                                                                         |
| 1979                                                                        | 1 608                                                                       | 776                                                                         | 922                                                                         |
| 1980                                                                        | 1 524                                                                       | 804                                                                         | 1 035                                                                       |
| 1981                                                                        | 1 709                                                                       | 1 165                                                                       | 1 034                                                                       |
| 1982                                                                        | 1 740                                                                       | 1 307                                                                       | 1 632                                                                       |
| 1983                                                                        | 1 471                                                                       | 992                                                                         | 1 079                                                                       |
| 1984                                                                        | 1 695                                                                       | 1 199                                                                       | 1 286                                                                       |
| 1985                                                                        | 2 180                                                                       | 1 556                                                                       | 2 028                                                                       |
| 1986                                                                        | 1 766                                                                       | 1 279                                                                       | 1 283                                                                       |
| 1987                                                                        | 2 002                                                                       | 1 330                                                                       | 1 367                                                                       |
| 1988                                                                        | 1 861                                                                       | 1 503                                                                       | 1 426                                                                       |
| 1989                                                                        | 2 562                                                                       | 1 788                                                                       | 1 701                                                                       |
| 1990                                                                        | 2 551                                                                       | 1 990                                                                       | 1 907                                                                       |
| 1991                                                                        | 2 837                                                                       | 1 772                                                                       | 1 925                                                                       |
| 1992                                                                        | 3 035                                                                       | 1 897                                                                       | 2 044                                                                       |
| 1993                                                                        | 3 047                                                                       | 2 046                                                                       | 1 911                                                                       |
| 1994                                                                        | 2 932                                                                       | 2 123                                                                       | 2 449                                                                       |
| 1995                                                                        | 3 181                                                                       | 2 542                                                                       | 2 602                                                                       |
| 1996                                                                        | 2 911                                                                       | 2 909                                                                       | 2 225                                                                       |
| 1997                                                                        | 3 372                                                                       | 2 795                                                                       | 2 700                                                                       |
| 1998                                                                        | 3 883                                                                       | 2 961                                                                       | 3 468                                                                       |
| 1999                                                                        | 4 659                                                                       | 3 351                                                                       | 3 741                                                                       |
| 2000                                                                        | 5 940                                                                       | 4 262                                                                       | 4 156                                                                       |
| 2001                                                                        | 4 705                                                                       | 3 398                                                                       | 4 093                                                                       |
| 2002                                                                        | 5 072                                                                       | 3 200                                                                       | 3 768                                                                       |
| 2003                                                                        | 4 899                                                                       | 3 768                                                                       | 3 697                                                                       |
| 2004                                                                        | 4 633                                                                       | 3 595                                                                       | 3 830                                                                       |
| 2005                                                                        | 4 957                                                                       | 3 706                                                                       | 4 295                                                                       |
| 2006                                                                        | 5 009                                                                       | 3 358                                                                       | 4 206                                                                       |
| 2007                                                                        | 5 663                                                                       | 3 608                                                                       | 4 782                                                                       |
| 2008                                                                        | -                                                                           | -                                                                           | -                                                                           |
| 2009                                                                        | 5 395                                                                       | 3 754                                                                       | 4 436                                                                       |
| 2010                                                                        | -                                                                           | -                                                                           | -                                                                           |
| 2011                                                                        | -                                                                           | -                                                                           | -                                                                           |
| 2012                                                                        | 6 250                                                                       | 3 323                                                                       | 4 506                                                                       |
| 2013                                                                        | 5 988                                                                       | 3 856                                                                       | 4 566                                                                       |
| 2014                                                                        | 6 934                                                                       | 4 034                                                                       | 4 655                                                                       |
| 2015                                                                        | 7 983                                                                       | 5 221                                                                       | 5 937                                                                       |
| 2016                                                                        | 8 132                                                                       | 4 615                                                                       | 5 142                                                                       |
| 2017                                                                        | 8 181                                                                       | 5 197                                                                       | 5 706                                                                       |
| 2018                                                                        | 9 403                                                                       | 5 637                                                                       | 6 048                                                                       |
| 2019                                                                        | 10 751                                                                      | 6 386                                                                       | 7 456                                                                       |
| 2020                                                                        | 2 240                                                                       | 1 354                                                                       | 1 187                                                                       |
| 2021                                                                        | -                                                                           | -                                                                           | -                                                                           |
| 2022                                                                        | 9 087                                                                       | 6 176                                                                       | 6 101                                                                       |
| 2023                                                                        | 9 944                                                                       | 8 131                                                                       | 7 654                                                                       |
| 2024                                                                        | 10 774                                                                      | 6 945                                                                       | 6 764                                                                       |

## Galerie de photographies

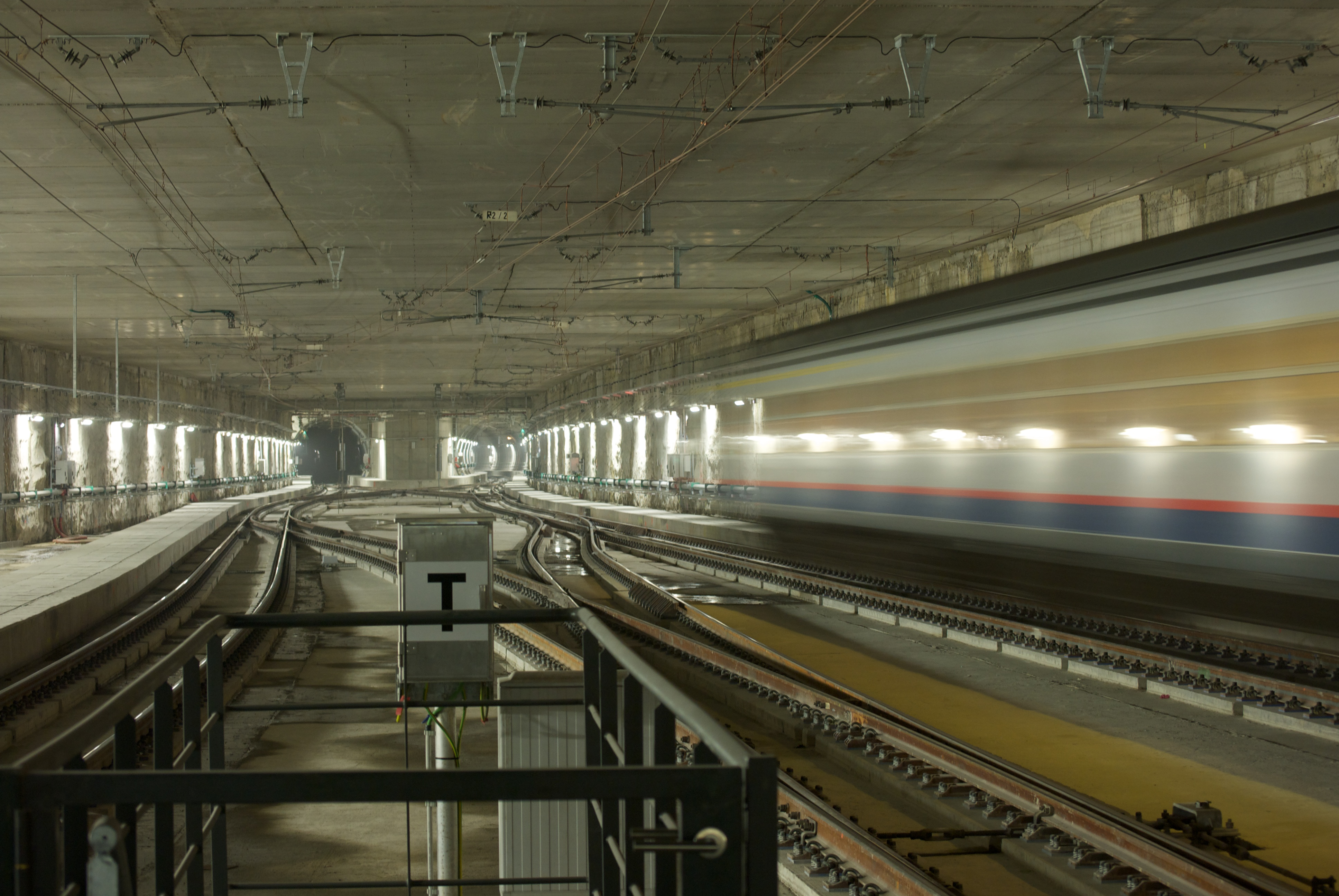
Nouveau tunnel, vers Anvers et Bruxelles-Nord.
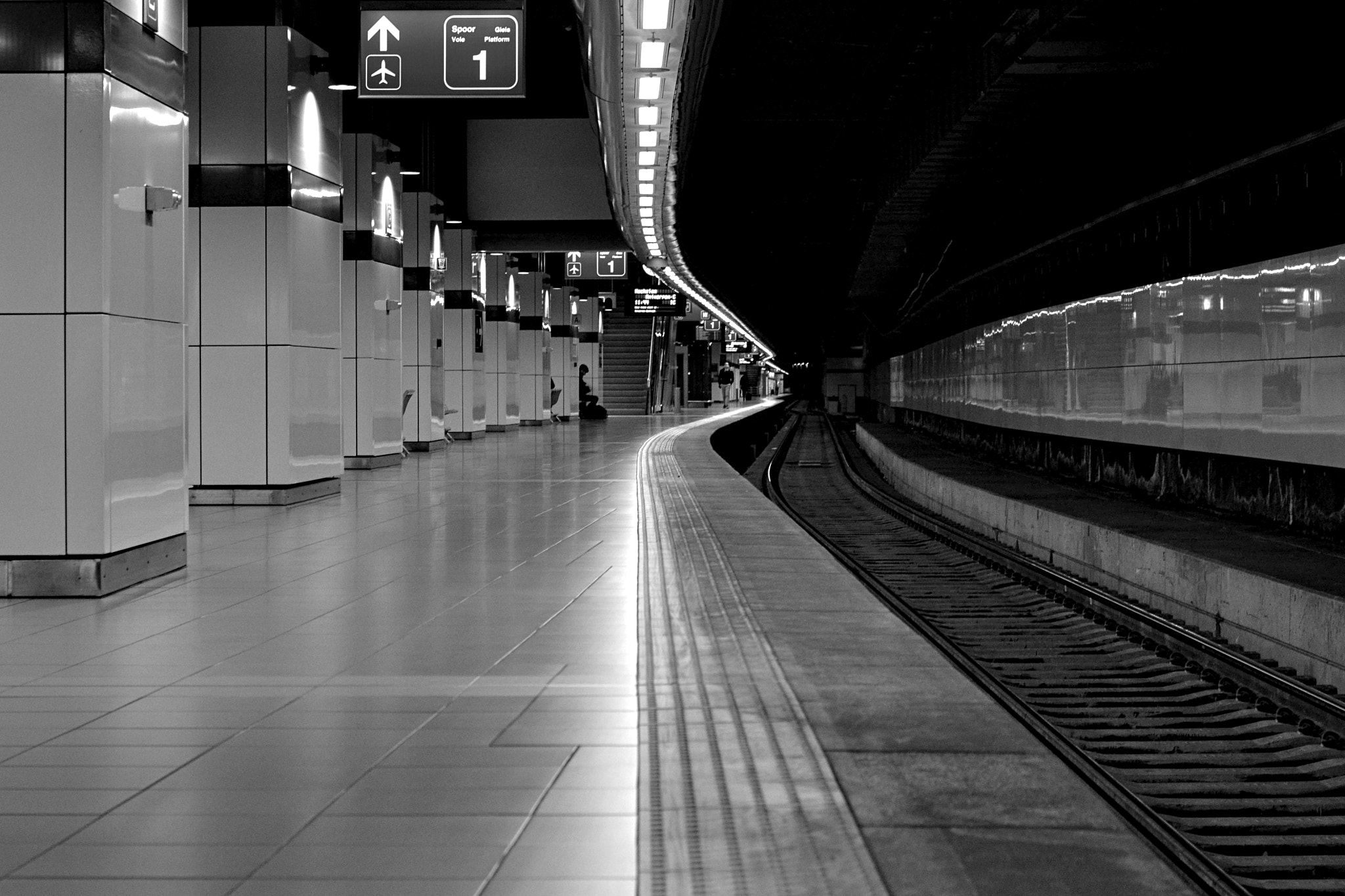
L'un des quais de la gare.
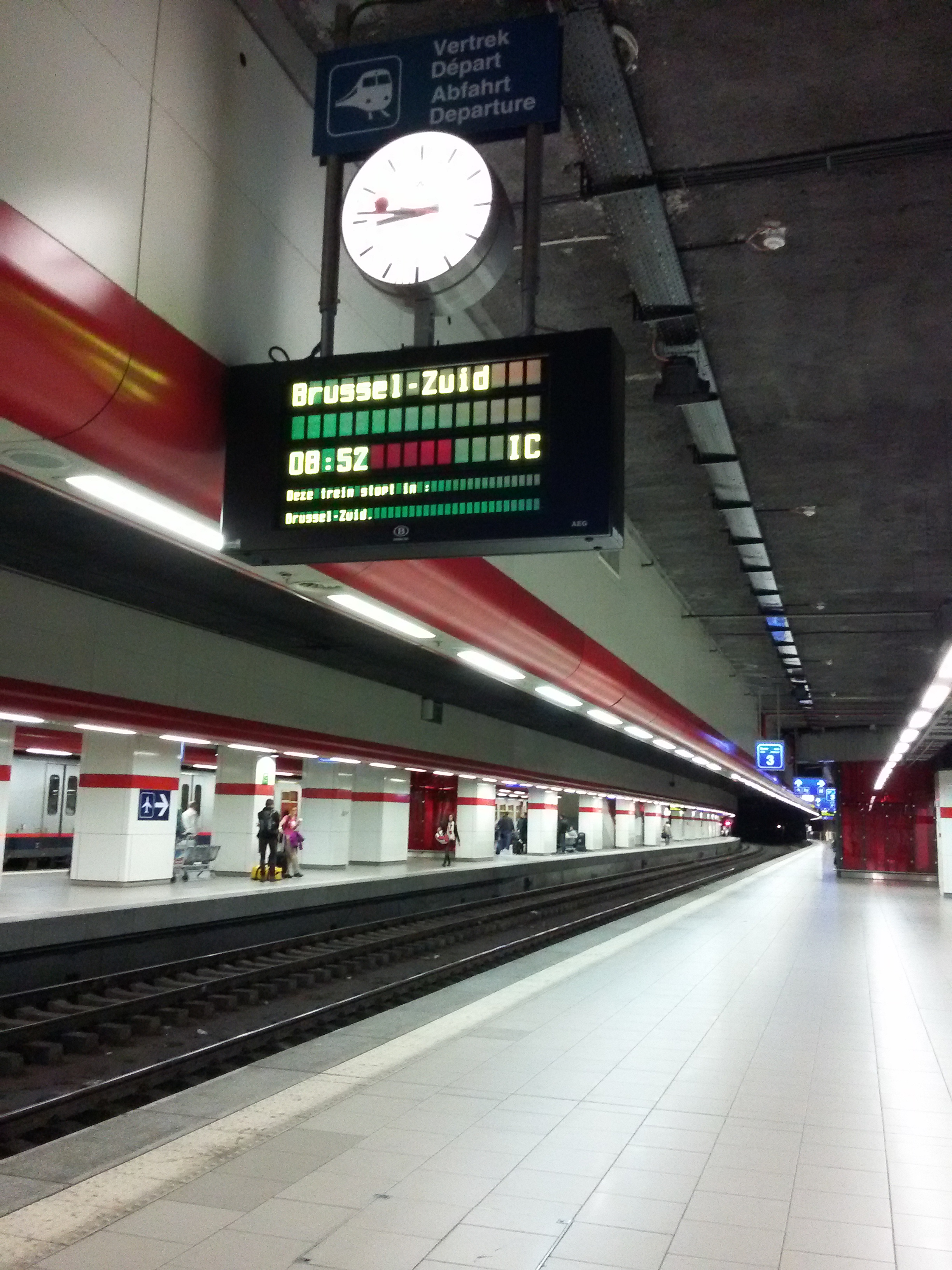
Signalétique.
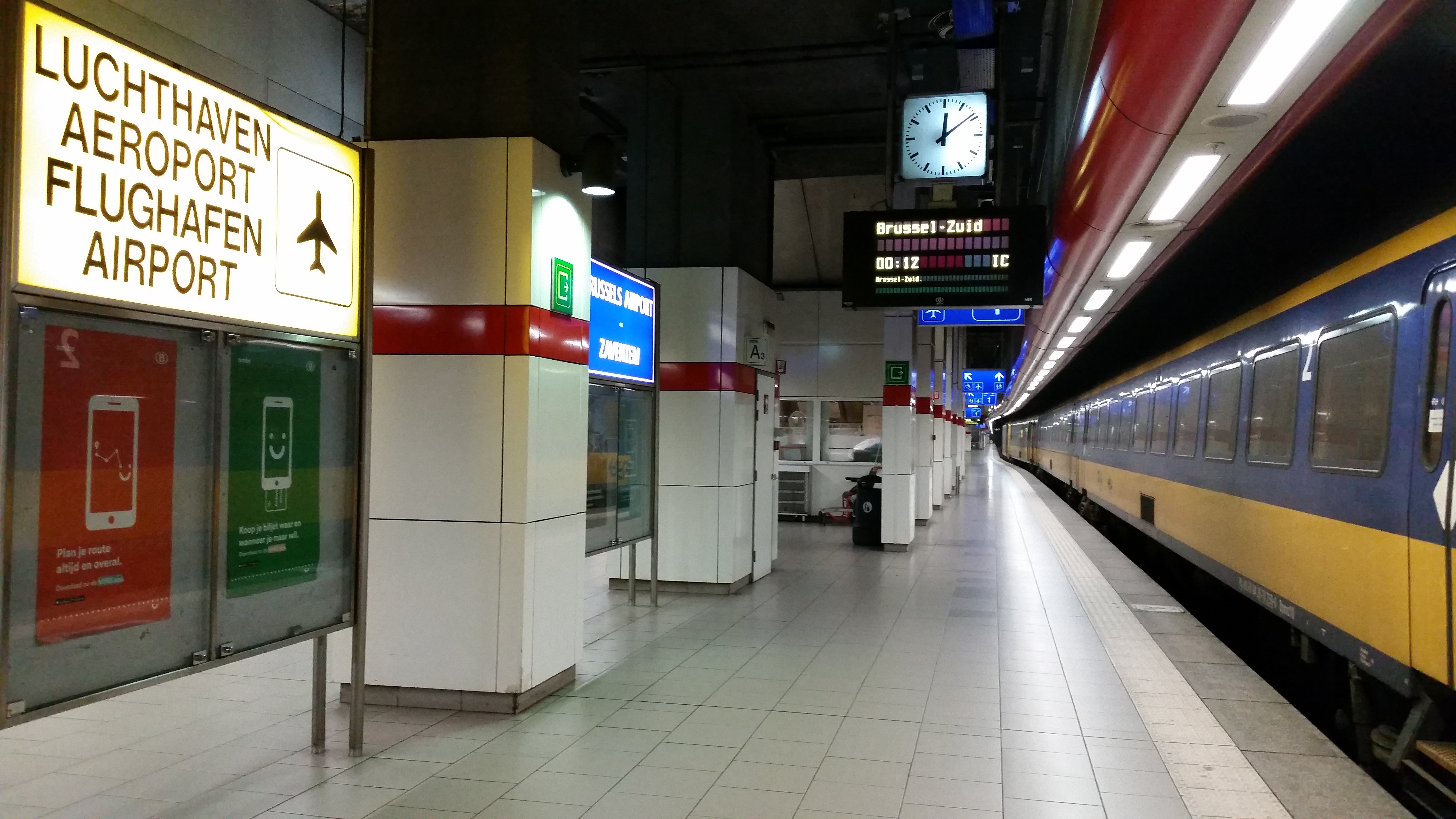
Desserte par le train Benelux.
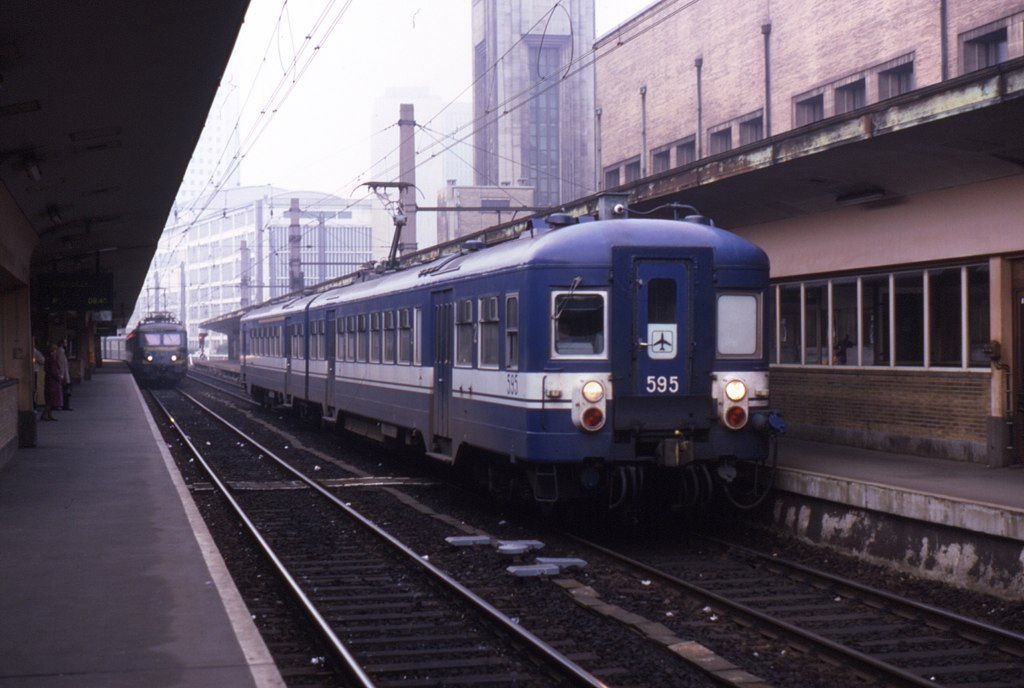
Matériel construit spécifiquement pour la desserte de l'aéroport (désormais hors-service), vu à Bruxelles-Nord.